# Arda Ocal
Arda Ocal (Turco: Arda Öcal) (nacido el 7 de mayo de 1981 en North York, Ontario) es una personalidad televisiva, radio comunicador, anunciador y escritor de nacionalidad TurcoCanadiense, actualmente trabaja como radio comunicador para la promoción de lucha libre WWE, bajo el nombre artístico Kyle Edwards.
Entre sus trabajo anteriores se incluyen uno como columnista de The Baltimore Sun y como analista para Rogers TV y anfitrión de YES Network. Anteriormente trabajó en The Weather Network, programa matutino como coanfitrión, The Score Television Network (donde lanzó y creó el programa de éxito "Aftermath", así como animando "WWE Experience" y "Countdown to WWE RAW") y Global TV como periodista deportivo, así como coanfitrión del programa de estilo de vida Daytime por el canal canadiense Rogers TV en Mississauga, Ontario, antes de comenzar a animar y proporcionar sus comentarios para las emisiones de los Brampton Battalion de la OHL de hockey y sirviendo como anfitrión para las  emisiones de Toronto Marlies de la American Hockey League en el canal.

## Carrera

### WWE

#### 2014-2015
El 24 de septiembre de 2014, Ocal fue contratado por la WWE. El trabaja actualmente bajo el nombre artístico de Kyle Edwards y como animador de WWE Bottom Line, y también de WWE Experience para el mercado europeo. Ocal entonces hizo su debut como animado de WWE Network para los Pre-shows de Raw el 27 de abril de 2015.